# Pocoata (Cochabamba)
Pocoata ist ein Straßendorf im Departamento Cochabamba im südamerikanischen Anden-Staat Bolivien.

## Lage im Nahraum
Pocoata ist der zentrale Ort des Kanton Pocoata im Municipio Arani in der Provinz Arani. Die Ortschaft liegt auf einer Höhe von 4061 m am Bachlauf des Río Grande, der sich zwei Kilometer nordwestlich der Ortschaft mit dem Quebrada Lampar zum Río Acequia vereinigt.

## Geographie
Pocoata liegt im Übergangsbereich zwischen der Anden-Gebirgskette der Cordillera Central und dem bolivianischen Tiefland.
Die mittlere Durchschnittstemperatur der Region liegt bei etwa 18 °C (siehe Klimadiagramm Cochabamba) und schwankt nur unwesentlich zwischen 14 °C im Juni/Juli und 20 °C im Oktober/November. Der Jahresniederschlag beträgt nur rund 450 mm, bei einer ausgeprägten Trockenzeit von Mai bis September mit Monatsniederschlägen unter 10 mm, und einer Feuchtezeit von Dezember bis Februar mit 90 bis 120 mm Monatsniederschlag.

## Verkehrsnetz
Pocoata liegt in einer Entfernung von 62 Straßenkilometern südlich von Cochabamba, der Hauptstadt des gleichnamigen Departamentos.
Von Cochabamba führt die asphaltierte Nationalstraße Ruta 7 in südöstlicher Richtung 41 Kilometer bis San Benito, von dort eine unbefestigte Landstraße weiter nach Südosten über Punata nach Arani. Von dort aus führt eine unbefestigte Landstraße weiter nach Südosten und erreicht nach sieben Kilometern Pocoata.

## Bevölkerung
Die Einwohnerzahl des Ortes ist in den vergangenen beiden Jahrzehnten um etwa ein Drittel zurückgegangen:
| Jahr | Einwohner | Quelle       |
| ---- | --------- | ------------ |
| 1992 | 869       | Volkszählung |
| 2001 | 685       | Volkszählung |
| 2012 | 562       | Volkszählung |
| 2024 |           | Volkszählung |

Die Region weist einen deutlichen Anteil an Quechua-Bevölkerung auf, im Municipio Arani sprechen 95,8 Prozent der Bevölkerung Quechua.